# U.S. Route 40 Alternate
US Route 40 Alternate (Alt US 40) est la désignation de la US Highway pour un ancien segment de la Route 40 américaine (US 40) à travers les comtés de Garrett et d'Allegany dans le Maryland. 
La route commence à l'US 40 près de la sortie 14 sur l'Interstate 68 (I-68) et fait 31,80 milles (51,1771392 km) vers l'est jusqu'à Cumberland, où elle se termine à la sortie 44 sur la I-68. L'Alt US 40 est entretenu par la Maryland State Highway Administration (MDSHA).
L'autoroute est connue sous le nom de National Pike car elle suit l'alignement d'origine de la National Road historique. En conséquence, il existe de nombreux sites historiques le long de l'Alt US 40, y compris le pont Casselman à Grantsville et la dernière maison à péage de National Road dans le Maryland, située à LaVale.
Lorsque la National Freeway a été construite dans l'ouest du Maryland parallèlement à l'ancienne route nationale, certaines parties de l'US 40 ont été contournés. La partie de la route contournée entre Keyser's Ridge et Cumberland est devenue Alt US 40, et d'autres sections contournées à l'est de Cumberland sont devenues Maryland Route 144 (MD 144) et US Route 40 Scenic. Bien que l'Alt US 40 a perdu de son importance par rapport à son statut d'origine en tant que route nationale avec la construction de la I-68, elle reste une route importante pour le trafic local et sert de voie principale versGrantsville et Frostburg.

## Description de l'itinéraire
Alt US 40 parcours de Keyser's Ridge à Cumberland, en suivant une partie de l'itinéraire de la National Road à travers certains des terrains les plus montagneux du Maryland dans les comtés de Garrett et d'Allegany. L'autoroute fait partie du réseau National Highway System tant qu'artère principale de la jonction est avec la MD 36 à Frostburg jusqu'à l'intersection de la rue Mechanic et de l'avenue Henderson à Cumberland.

### Comté de Garrett
L'Alt US 40 bifurque de l'US 40 près de la sortie 14 sur la I-68 à Keysers Ridge. Elle est parallèle à la I-68 à travers le nord du comté de Garrett en tant que route à deux voies avec des voies réservées aux camions sur certaines sections en montée. Le trafic quotidien moyen annuel (AADT) - c'est-à-dire le nombre de voitures qui empruntent la route par jour, en moyenne sur une année - est de 1 831 à l'extrémité ouest de l'Alt US.40. À titre de comparaison, la section parallèle de l'I-68 a un AADT de 14 271. L'Alt US 40 passe à travers certains des terrains les plus montagneux du Maryland. L'itinéraire est perpendiculaire aux crêtes montagneuses du comté de Garrett et, par conséquent, une grande partie de la section de la route du comté de Garrett monte ou descend. La première montagne rencontrée par l'autoroute à l'est de Keysers Ridge est Negro Mountain. La route passe au-dessus de la montagne à une altitude de 3 075 pieds (937,26 m), qui est le point culminant de l'Alt US 40, et était également le point le plus élevé le long de la National Road. À l'est de Negro Mountain, l'autoroute pénètre dans Grantsville, où le trafic augmente, l'AADT passant à 3 711, la densité de trafic la plus élevée de l'Alt US 40 dans le comté de Garrett. À Grantsville, l'Alt US 40 rencontre MD 669, qui se connecte à la Pennsylvania Route 669 en direction de Salisbury, Pennsylvanie. À une courte distance à l'est de cette intersection, l'autoroute rencontre MD 495, qui rejoint la I-68 et continue vers le sud en direction d'Oakland. À l'est de Grantsville, Alt US 40 passes sur la rivière Casselman sur un pont en acier construit en 1933. En aval de ce pont se trouve le parc d'État du pont de la rivière Casselman, centré sur le pont en arc de pierre qui portait à l'origine la route nationale sur la rivière Casselman.

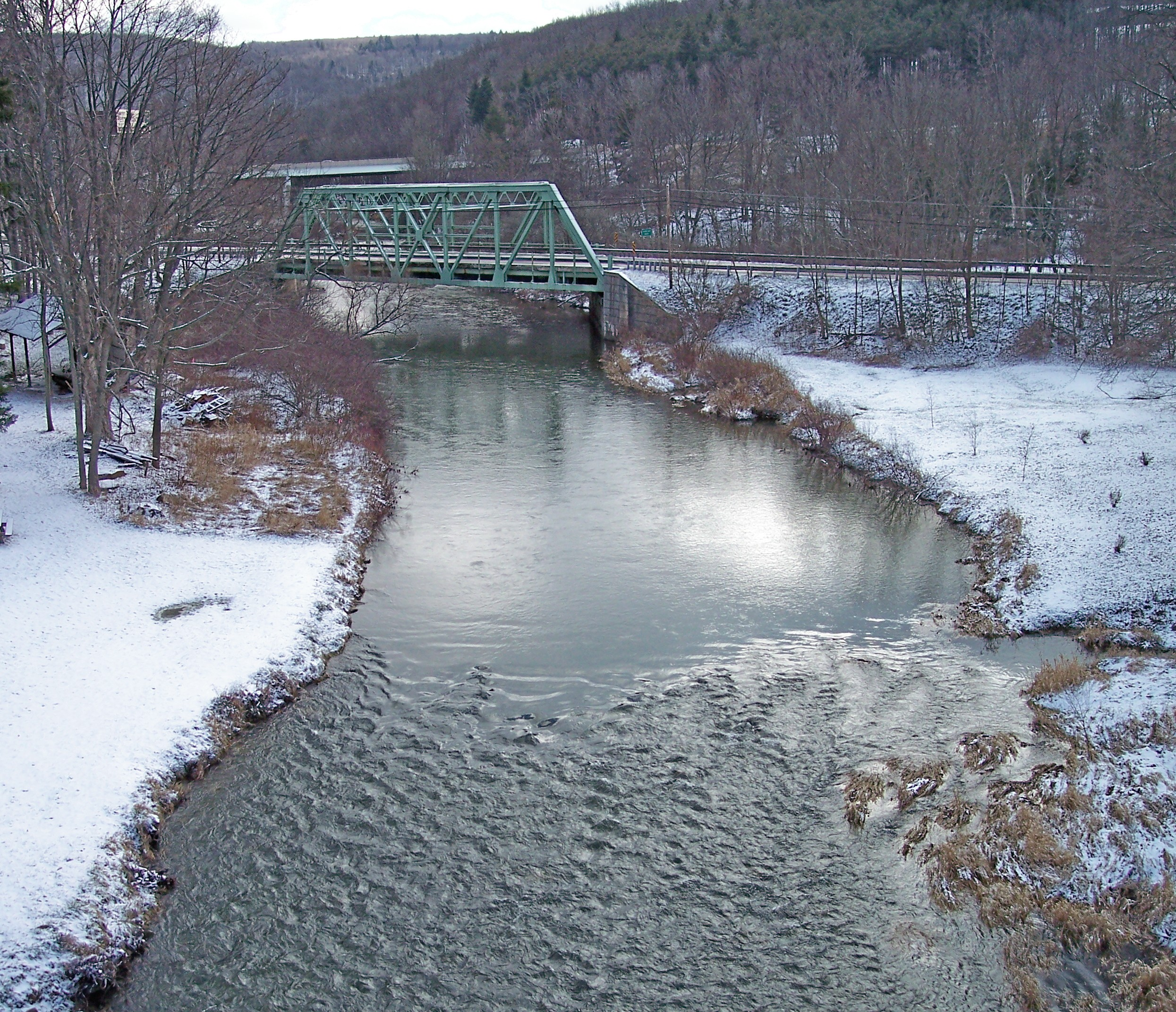
L'Alt US 40 passant sur la rivière Casselman à Grantsville

Continuant vers l'est depuis Grantsville, l'Alt US 40 intersecte US 219 une courte distance au nord de la sortie 22 sur la I-68, où US 219 quitte l'autoroute. À l'est de cette intersection, le trafic diminue, avec un AADT de 1 681, la densité de trafic la plus faible sur l'ensemble du parcours. L'intersection US 219 est au sommet d'une colline connue sous le nom de Chestnut Ridge.
À l'est de Chestnut Ridge, l'autoroute passe au-dessus de Meadow Mountain à une hauteur de 2 789 pieds (850,0872 m). Dans l'est du comté de Garrett, le trafic sur la route augmente progressivement pour atteindre un AADT de 2 232. L'Alt US 40 passes sous MD 546, qui va au nord de la I-68, en passant par Finzel, jusqu'à la frontière de la Pennsylvanie. Bien que l'Alt US 40 ne coupe pas directement MD 546, elle est connectée à MD 546 par la voie d'accès MD 546F, et aussi par MD 946, qui coupe Alt US 40 près du sommet de Little Savage Mountain. Juste à l'est, l'itinéraire traverse la plus grande montagne Big Savage à une altitude de 2 847 pieds (868 m) avant d'entrer dans le comté d'Allegany.

### Comté d'Allegany
Après avoir continué dans le comté d'Allegany, l'Alt US 40 descend Savage Mountain jusqu'à Frostburg, où elle traverse la ville connue sous le nom de Main Street. Main Street de Frostburg a la densité de trafic la plus élevée sur l'itinéraire, avec un AADT de 15 022. À titre de comparaison, la section parallèle de l'I-68 entre les sorties 33 et 34 a un AADT de 20 931. Dans l'ouest de Frostburg, l'autoroute croise MD 36, qui suit alors la même route que Alt US 40 pour environ un mile, se séparant de l'Alt US 40 dans l'est de Frostburg. Dans le centre de Frostburg, la rue Main croise MD 936, un ancien alignement de MD   36. En continuant vers l'est à partir de Frostburg, la densité du trafic diminue, pour atteindre un AADT de 13 585 à l'intersection MD 55, puis restant entre  13 000 et 15 000 pour le reste de l'autoroute. L'Alt US   40 passe par Eckhart Mines, où elle croise MD 638, qui se connecte avec MD 36 au nord de Frostburg. Dans la partie est des mines Eckhart, l'autoroute croise MD 743, qui est un ancien alignement de l'US 40 qui a été contourné par la chaussée qui est devenue Alt US 40.

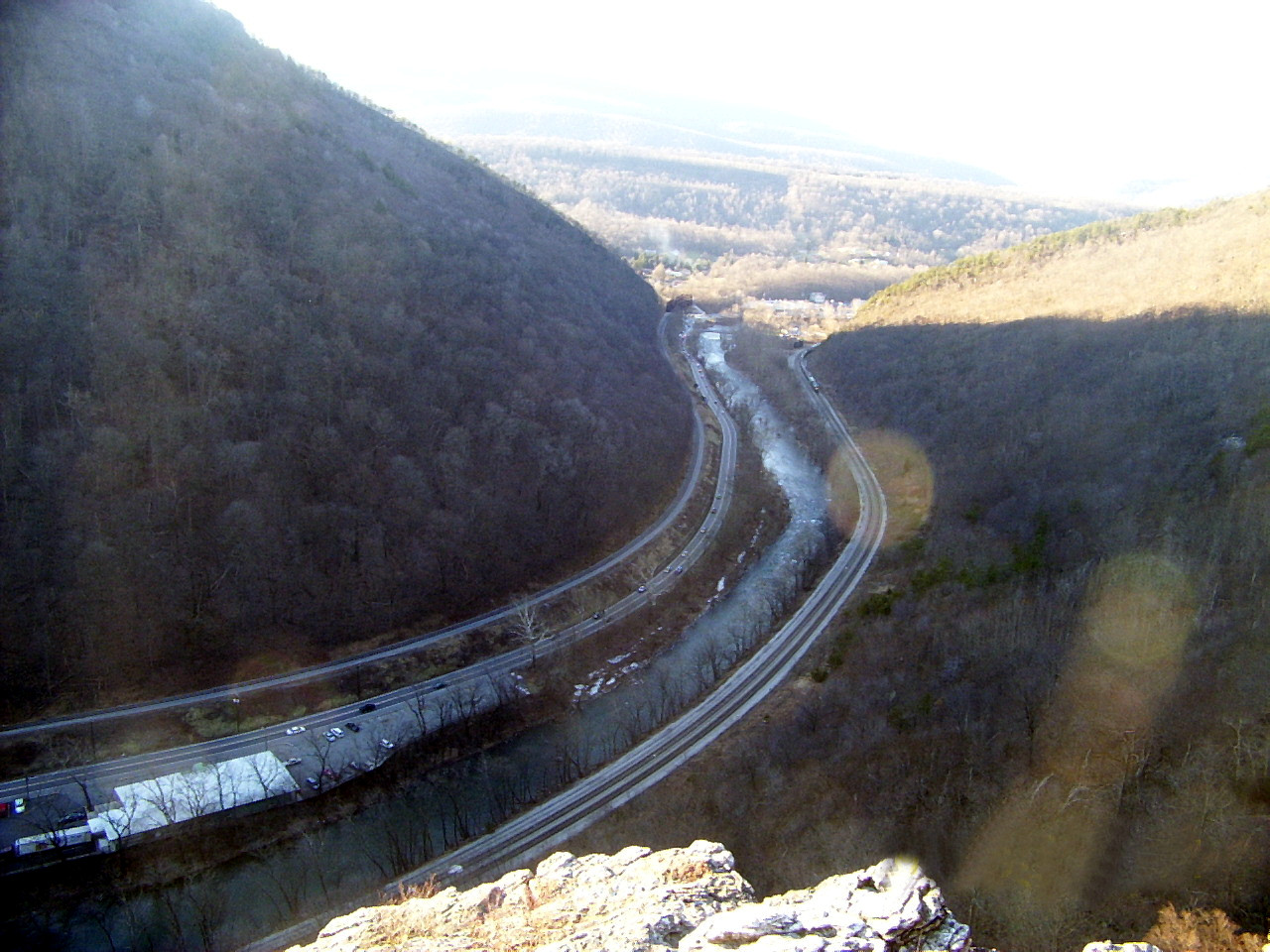
L'Alt US 40 en passant par les Narrows à Cumberland

À l'est des mines Eckhart, l'Alt US 40 passe par Clarysville, où elle croise la MD 55. C'est près de Clarysville que le terrain suivi par l'Alt US 40 change: de Clarysville vers l'ouest jusqu'au sommet de Savage Mountain, la route monte, tandis qu'à l'est de Clarysville, la route suit des vallées, d'abord en suivant la vallée autour de Braddock Run jusqu'à Cumberland, puis en suivant la vallée autour de Wills Creek jusqu'à Cumberland. Près de l'intersection MD 55 il y a un pont en arc en pierre qui a été initialement construit en 1812 et reconstruit dans les années 1830, et a porté la route nationale sur Braddock Run, un affluent de Wills Creek. À l'est de Clarysville, l'autoroute passe à travers un fossé creusé par Braddock Run entre Piney Mountain et Dan's Mountain. L'I-68, ayant été construit plus tard, est situé sur la colline au-dessus de l'Alt US 40, du côté Dan's Mountain de l'écart. L'Alt US 40 descend ensuite Red Hill dans LaVale. Au bas de Red Hill se trouve la maison de péage de La Vale. Construit en 1836, les péages y ont été perçus jusqu'au début des années 1900, et il s'agit de la dernière maison de péage d'origine de la route nationale au Maryland. À LaVale, l'itinéraire croise MD 53, qui sert de pontage de l'US 220 à Cresaptown. L'Alt US 40 échange avec la I-68 en direction ouest à la sortie 39, mais l'accès en direction est uniquement disponible via MD 53 et MD 658, qui coupe Alt US 40 à l'est de l'échangeur de la sortie 39. L'autoroute s'étend à une route à quatre voies près de son intersection avec MD 53, puis se réduit à une route à deux voies près de son intersection avec MD   658. À l'est de l'intersection avec MD 658, l'Alt US   40 virage vers le nord, en passant par LaVale vers les Narrows, contournant Haystack Mountain au nord, par opposition à I-68, qui passe directement sur Haystack Mountain, parallèle à Braddock Road (MD 49).

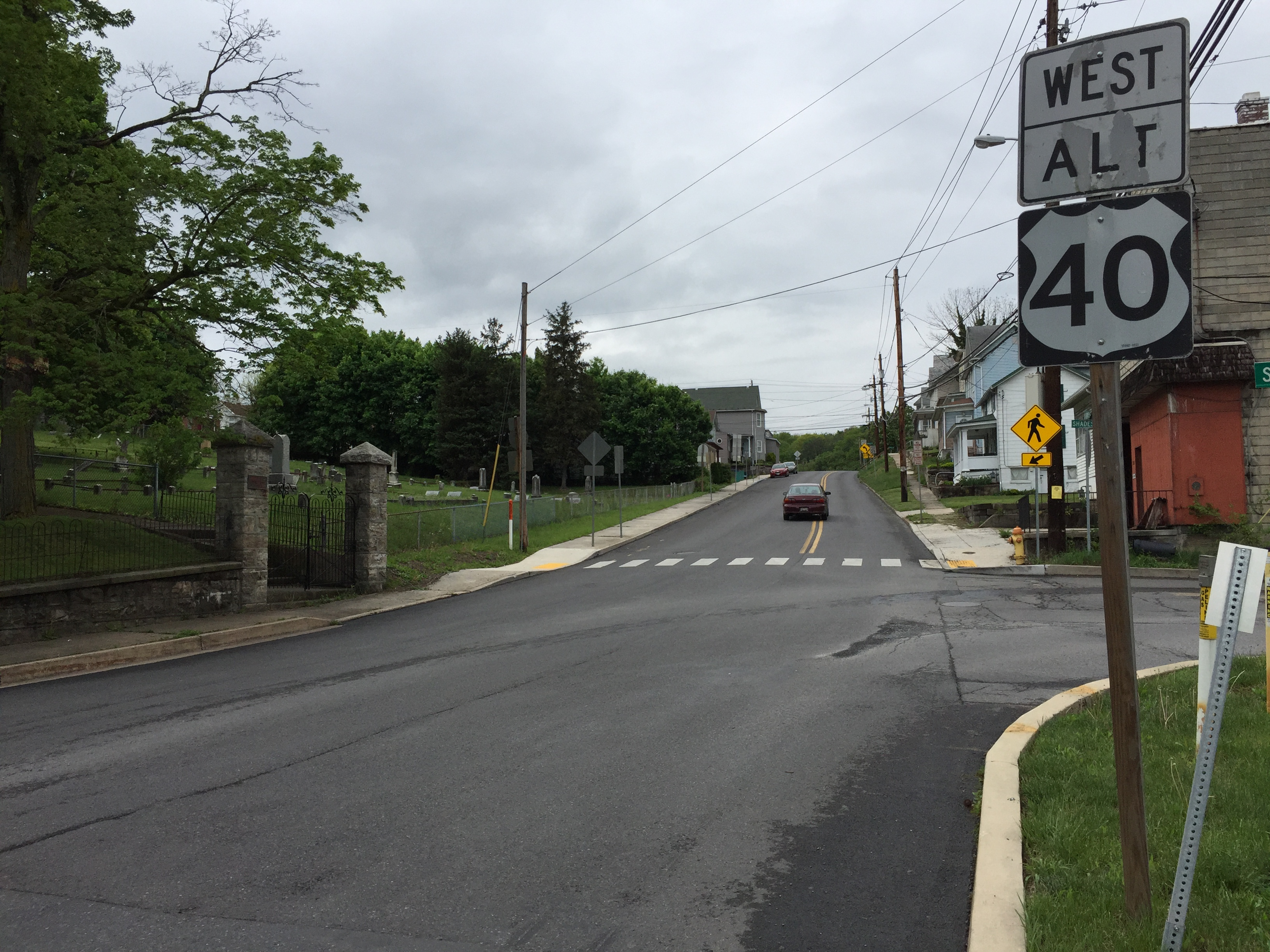
Vue vers l'ouest depuis l'extrémité est de l'US 40 Alt. à I-68 / US 40 / US 220 à Cumberland

Nord-est de LaVale, l'Alt US 40 intersecte avec MD 36 au terminus nord de MD 36. L'Alt US 40 passe ensuite à travers les Narrows, un fossé entre Haystack Mountain et Wills Mountain creusé par Wills Creek, dans Cumberland, où elle suit Henderson Avenue et Baltimore Avenue pour sortir à la 44 sur la I-68, où Alt US 40 se termine. La route continue vers l'est en tant que MD 639.

## Histoire
La chaussée devenue l'Alt US 40 dans les comtés de Garrett et d'Allegany est, avec quelques réalignements, l'itinéraire suivi par la route nationale à travers l'ouest du Maryland. Divers sites historiques associés à la route nationale peuvent être trouvés le long de l'Alt US 40, dont une maison à péage (La Vale Tollgate House) et un kilomètre à LaVale. La maison à péage de LaVale est la dernière maison à péage sur la route nationale dans le Maryland. Plusieurs ponts historiques de la route nationale, contournés depuis par des ponts plus récents, sont toujours présents le long de la route de l'Alt US 40, y compris le pont Casselman sur la rivière Casselman à Grantsville et un pont à Clarysville.

### Braddock Road et la National Road

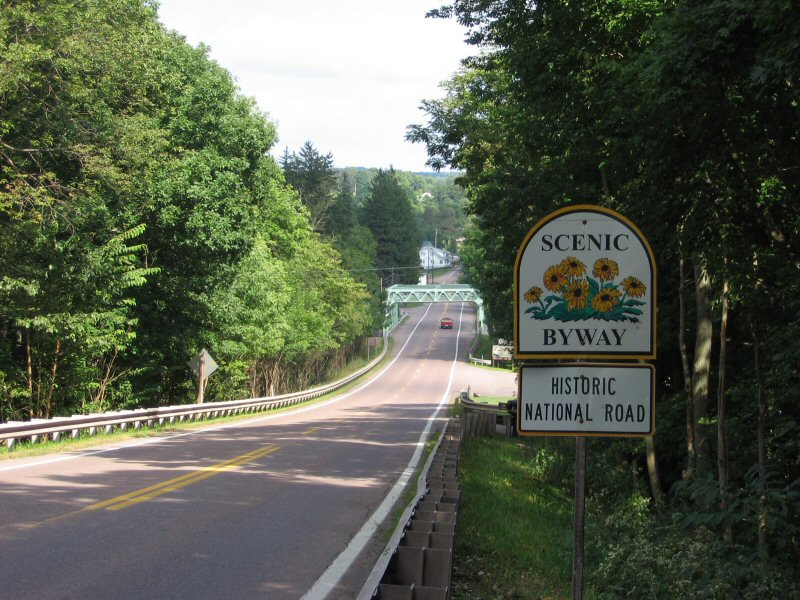
L'Alt US 40 dans le comté de Garrett

En 1755, pendant la Guerre de la Conquête, les troupes britanniques sous le commandement du général Edward Braddock ont achevé la tâche ardue de construire une route vers l'ouest à partir de Fort Cumberland. Ils ont largement suivi un sentier indien connu sous le nom de Nemacolin's Path, l'élargissant à une largeur de 12 pieds (3.7m) en utilisant uniquement des outils à main. La construction de la route faisait partie de l'expédition Braddock, qui était la campagne britannique pour saisir Fort Duquesne des forces françaises et indiennes. Bien que l'expédition militaire ait été un échec, la route a continué à être utilisée par la suite. Cependant, avec peu d'entretien effectué sur la route, elle s'est dégradée au fil du temps jusqu'au début du XIXe siècle, il ne restait plus que peu de route. La route suivie par l'Alt US 40 est aujourd'hui très similaire à l'itinéraire suivi par Braddock's Road, à l'exception de divers réalignements qui ont été effectués sur la route au fil des ans. Par exemple, Braddock's Road a traversé directement le mont Haystack à l'ouest de Cumberland plutôt que de suivre les Cumberland Narrows comme l'ont fait les routes plus tard.
La National Road, la première route financée par le gouvernement fédéral américain, a été autorisée par le Congrès des États-Unis en 1806 et s'étendait de Cumberland, Maryland, à Vandalia, Illinois. La construction a commencé en 1811 et, en 1837, la route a atteint Vandalia. De nombreux sites de la route nationale restent le long de l'Alt US 40, en particulier la maison à péage LaVale, construite en 1836. Après l'achèvement de la route nationale en 1837, le gouvernement fédéral a cédé la route aux États pour fonctionner comme une route à péage, et des maisons de péage comme celle de LaVale ont été construites le long de son chemin en préparation du transfert. Les péages ont continué d'être perçus le long de la route nationale au péage de LaVale jusqu'à la fin du XIXe siècle. Le péage LaVale est le premier du genre à être construit le long de la route nationale, et c'est le dernier péage permanent le long de la route nationale dans le Maryland. Le péage de LaVale a été inscrit au registre national des lieux historiques en 1977.

### Réalignements
Plusieurs réalignements de la route, qui est maintenant Alt US 40, ont été effectués depuis sa construction à l'origine sous le nom de National Road. La plupart de ces réalignements sont mineurs, par exemple pour contourner un vieux pont, mais certains ont considérablement affecté la trajectoire de la route. Un tel réalignement s'est produit en 1834, lorsqu'un nouveau tracé de la route nationale a été construit à travers les passages de Cumberland. La route précédente avait suivi la Braddock Road, une route qui est maintenant suivie par MD 49. L'itinéraire suivant Braddock Road est passé sur Haystack Mountain et était beaucoup plus raide que le nouvel itinéraire à travers les Narrows. L'itinéraire à travers les Narrows a permis à la route de contourner cette montée raide en montagne. Le pont en arc en pierre construit sur Will's Creek pour le nouvel alignement est resté en service jusqu'en 1932, lorsqu'un nouveau pont qui est l'actuel pont à travers Will's Creek l'a remplacé. Le vieux pont a été démoli lors de la construction du système de contrôle des inondations de Will's Creek dans les années 1950.
Un autre réalignement de l'Alt US 40 se sont produits à Eckhart Mines, où en 1969 la route, alors désignée comme US 40, elle a été réalignée vers le nord, contournant la section de la route passant par Eckhart Mines, qui a une limite de vitesse inférieure et des courbes serrées. La limite de vitesse sur l'ancien alignement est de 25 mph (40 km/h), et le nouvel alignement a une limite de vitesse de 50mph (80 km/h) le long de la majeure partie du contournement. Le nouvel alignement coupe l'ancien alignement, désigné comme MD 743, à l'extrémité est entre MD 638 et MD 55. L'extrémité ouest de l'ancien alignement rencontre MD 36 juste au sud de son intersection avec Alt US ; 40. Maryland 638, qui, avant le réalignement, prenait fin à l'US 40, n'a pas été tronqué et se termine donc à MD 743.

### Ponts historiques

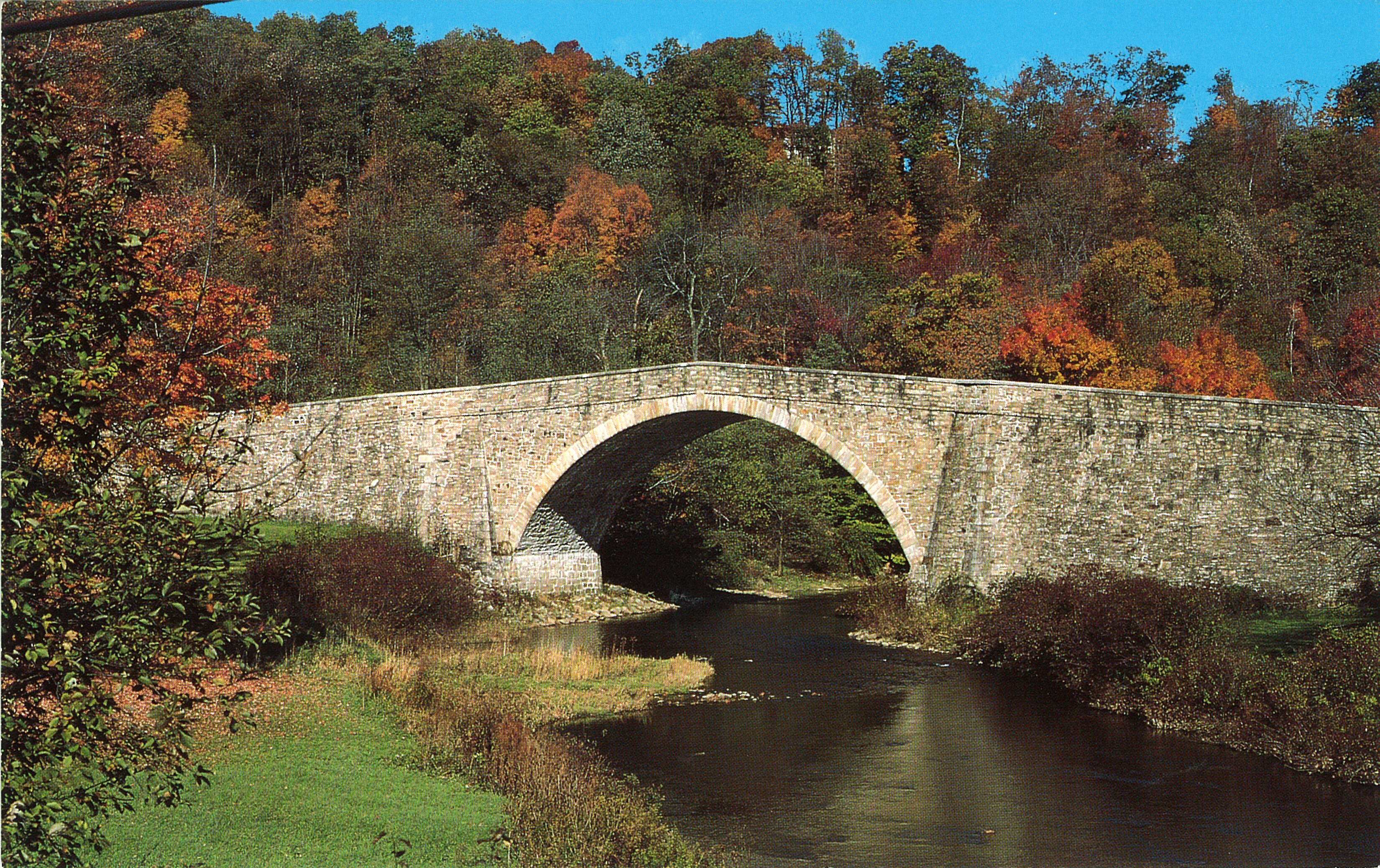
Le Casselman River Bridge tel qu'il apparait en 1979

Il y a plusieurs ponts historiques le long de la National Road qui sont toujours présents près de la route actuelle de l'Alt US 40. Parmi eux, le pont de la rivière Casselman à Grantsville et le pont sur Braddock Run, un affluent de Wills Creek, à Clarysville. Le pont National Road original sur la rivière Casselman était un pont en arc en pierre construit en 1813 L'infrastructure large de 80 pieds (24,384 m) a été construite pour être le plus grand pont de ce type aux États-Unis à l'époque, et pendant sa construction, on pensait que le pont ne pouvait pas se tenir tout seul. Le pont a été construit de cette manière dans l'espoir que le canal de Chesapeake et de l'Ohio finissent par passer sous lui, bien que la construction du canal ait été arrêtée à Cumberland en 1850 Quand l'US 40 a été désigné pour la première fois en 1925, elle a traversé la rivière Casselman sur le pont de pierre d'origine. En 1933, un nouveau pont en acier a été construit pour remplacer le pont National Road, et c'est ce pont que l'Alt US 40 suit maintenant. Le pont d'origine a été déclaré monument historique national en 1964 et fait maintenant partie du parc d'État du pont de la rivière Casselman.
Un autre pont historique se dresse à Clarysville, près de l'intersection de l'Alt US 40 et MD 55. Ce pont, qui traverse Braddock Run, a été construit en 1812, et des travaux ultérieurs ont été effectués en 1843 Le pont en arc en pierre, situé juste au sud de l'alignement actuel de l'Alt US 40, a été restauré en 1976.

### Les origines de l'Alt US 40
Avant la construction de l'I-68, L'US 40 a suivi l'itinéraire actuellement désigné comme US Route 40 Alternative. Le premier segment de ce qui allait devenir l'I-68 a été construit à Cumberland au milieu des années 1960. L'autoroute, d'abord désignée comme US 48, a été étendu vers l'ouest dans les années 1970, atteignant la Virginie-Occidentale en 1976. Les portions de l'US 40 qui ont été contournées entre Cumberland et Keysers Ridge sont devenues US Route 40 Alternate, qui est apparue pour la première fois sur les cartes MDSHA au début des années 1980,. À cette époque, l'US 40 a été réaligné pour suivre l' US 48 freeway, partageant l'autoroute avec US 48. En 1991, l'autoroute a été achevée de Hancock à Morgantown, Virginie-Occidentale. La désignation US 48 a été retirée et, le 2 août 1991, l'autoroute est devenue la I-68.

## Liste des jonctions
| County                                                           | Location       | mi    | km    | Destinations                                                        | Notes                                       |
| ---------------------------------------------------------------- | -------------- | ----- | ----- | ------------------------------------------------------------------- | ------------------------------------------- |
| Garrett                                                          | Keyser's Ridge | 0.00  | 0.00  | US 40 (National Pike) – Uniontown, PA                               | Western terminus of US 40 Alt.              |
| Garrett                                                          | Grantsville    | 5.30  | 8.53  | MD 669 north – Springs, PA, Salisbury, PA                           |                                             |
| Garrett                                                          | Grantsville    | 5.59  | 9.00  | MD 495 south – Oakland                                              |                                             |
| Garrett                                                          | Grantsville    | 8.71  | 14.02 | US 219 to I-68 / US 40 – Meyersdale, PA, Somerset, PA               |                                             |
| Garrett                                                          | Finzel         | 16.22 | 26.10 | MD 546 (Finzel Road)                                                |                                             |
| Allegany                                                         | Frostburg      | 19.66 | 31.64 | MD 36 north (Mount Savage Road)                                     | West end of MD 36 overlap                   |
| Allegany                                                         | Frostburg      | 20.13 | 32.40 | MD 936 south (Grant Street, Old Upper Georges Creek Road) – Midland |                                             |
| Allegany                                                         | Frostburg      | 20.73 | 33.36 | MD 36 south (Upper Georges Creek Road) to I-68                      | East end of MD 36 overlap                   |
| Allegany                                                         | Eckhart Mines  | 21.59 | 34.75 | MD 638 (Parkersburg Road) – Mount Savage                            |                                             |
| Allegany                                                         | Eckhart Mines  | 21.86 | 35.18 | MD 743 west (Old National Pike)                                     |                                             |
| Allegany                                                         | Clarysville    | 22.40 | 36.05 | MD 55 south (Vale Summit Road) – Vale Summit, Midland               |                                             |
| Allegany                                                         | LaVale         | 24.80 | 39.91 | MD 53 south to I-68 east                                            |                                             |
| Allegany                                                         | LaVale         | 25.15 | 40.48 | I-68 west / US 40 west (National Freeway) – Frostburg               | I-68 Exit 39                                |
| Allegany                                                         | LaVale         | 25.64 | 41.26 | MD 658 south (Vocke Road) to I-68 east                              |                                             |
| Allegany                                                         | Cumberland     | 28.82 | 46.38 | MD 36 south (Mount Savage Road) – Mount Savage                      |                                             |
| Allegany                                                         | Cumberland     | 31.80 | 51.18 | I-68 / US 40 / US 220 (National Freeway) – Frostburg, Hagerstown    | Eastern terminus of US 40 Alt, I-68 Exit 44 |
| 1.000 mi = 1 609 km ; 1 000 km = 0.621 mi - Concurrency terminus |                |       |       |                                                                     |                                             |

## Voir égalemenent
- Maryland Roads portal (en)